# 1347 Патрія
1347 Патрія (1347 Patria) — астероїд головного поясу, відкритий 6 листопада 1931 року.
Тіссеранів параметр щодо Юпітера — 3,396.